# 達尼埃萊·布拉奇亞利
丹尼爾·布拉希亞利（Daniele Bracciali，1975年2月23日—）是一位義大利職業網球運動員，1995年轉職業，目前轉而向雙打方面發展。

## 外部連結
- 達尼埃萊·布拉奇亞利（英文/西班牙文）的官方資料
- 達尼埃萊·布拉奇亞利的國際網球總會 職業／青少年 官方資料（英文）
- 達尼埃萊·布拉奇亞利的官方資料（英文）